# ナオミ (プロレスラー)
トリニティ・ファトゥ（Trinity Fatu, 1987年11月30日 - ）は、アメリカ合衆国フロリダ州サンフォード出身の女子プロレスラー。WWEにてナオミ（Naomi）のリングネームで所属。夫はジミー・ウーソのリングネームで同じくWWEに所属するプロレスラーのジョナサン・ファトゥ。

## 人物
プロレスを始める前、NBAのオーランド・マジックでチアリーダーを務めていた時期があった。
2014年、同じくWWE所属のプロレスラーであるジョナサン・ファトゥと結婚。これにより血縁はないもののアノアイ・ファミリーの一員となった。
2024年4月、レッスルマニア40ではジェイド・カーギル、ビアンカ・ベレアと組み、ダメージ・コントロール(ASUKA、カイリ・セイン、ダコタ・カイ)組と対戦し、勝利を収めている。
2025年3月、エリミネーション・チェンバー戦に出場も、途中で脱落し、レッスルマニア41での女子世界王座挑戦権を逃した。
2025年のマネー・イン・ザ・バンク・ラダー・マッチで優勝し、ブリーフケースを獲得。同年7月13日のWWEエボリューションメインイベントの最中にキャッシュインを行使。イヨから世界女子王座を奪取した。
2025年8月18日開催のRAWにて、妊娠したことを発表。世界女子王座を返上した。ジミー・ウーソとナオミの間としては第一子となる。

## 獲得タイトル
WWE

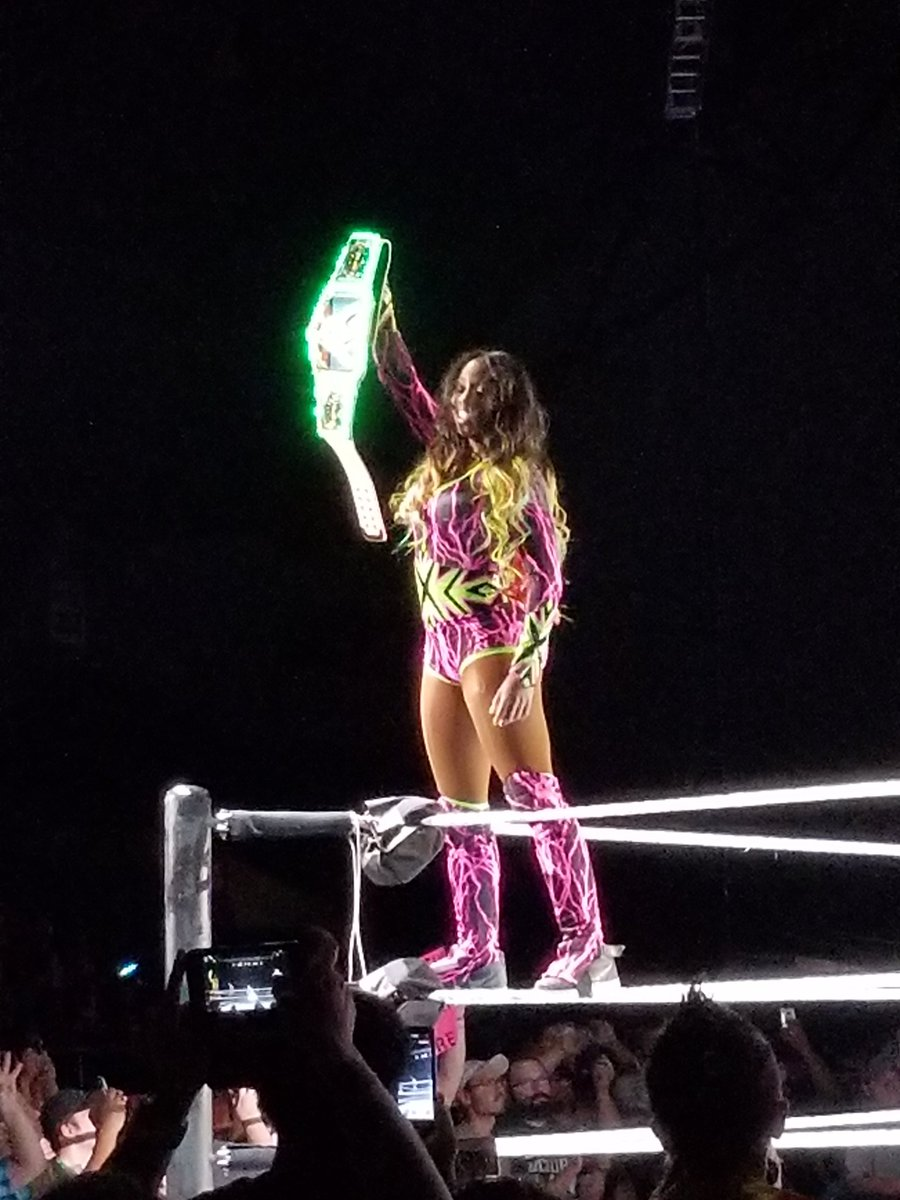
WWEスマックダウン女子王座
(2017年)

- WWEスマックダウン女子王座 / 女子世界王座：3回
- WWE女子タッグチーム王座：2回

w / サーシャ・バンクス
w / ビアンカ・ベレアー
- 女子マネー・イン・ザ・バンク・ラダー・マッチ優勝：1回（2025年）
- レッスルマニア女子バトルロイヤル優勝：1回（2018年）
- スラミー賞：1回（2013年）

FCW
- FCWディーヴァズ王座：1回

TNA
- TNA女子ノックアウト王座：1回